# Ernestina Augusta de Saxe-Weimar
Ernestina Augusta de Saxe-Weimar (em alemão Ernestine Auguste Sophie von Sachsen-Weimar) (Weimar, 4 de janeiro de 1740 - Hildburghausen, 10 de junho de 1786), foi duquesa de Saxe-Weimar e duquesa de Saxe-Hildburghausen pelo casamento.

## Biografia
Ernestina era a única filha de Ernesto Augusto I, Duque de Saxe-Weimar-Eisenach (eleitor de Saxe-Weimar-Eisenach entre 1728 e 1748) e de sua segunda esposa, a princesa Sofia Carlota de Brandemburgo-Bayreuth. Do primeiro casamento de seu pai nasceram cinco filhos, mas somente duas chegaram à idade adulta: Ernestina Albertina e Bernardina Cristiana.

### Casamento e vida posterior
Assim como suas irmãs, Ernestina também teve seu casamento acertado por um acordo matrimonial com um príncipe alemão, na intenção de criar alianças com os vários estados que compunham o Sacro Império Romano-Germânico. O príncipe em questão era Ernesto Frederico III, Duque de Saxe-Hildburghausen, que havia se tornado eleitor de Saxe-Hildburghausen em 1745. O matrimônio foi celebrado em Bayreuth no dia 1 de julho de 1758.
Ernesto Frederico já havia se casado duas vezes: a primeira vez com Luísa da Dinamarca e Noruega, falecida em 1756 e a segunda vez com Cristiana de Brandemburgo-Bayreuth, falecida em 1757. Dos casamentos anteriores nasceram duas filhas, mortas na primeira infância.
Carl Barth descreveu a duquesa da seguinte forma: "... apesar de um dos seus olhos fechar ligeiramente, era uma senhora bonita e bem constituída que gostava muito e se entretinha com música (toca trompa, flauta e violinoǃ). Lutava, andava a cavalo, caçava a cavalo e a pé como um homem, normalmente vestida com um fato de amazona com calças justas de camurça, e sentava-na no cavalo em estilo de amazona. Foi ela quem dirigiu pessoalmente os exercícios de cavaleiro do príncipe-herdeiro."
Christian Friedrich von Stocmeier (m. 1807) foi nomeado seu mordomo. As suas políticas melhoraram a situação financeira difícil do país, mas não conseguiram impedir a sua bancarrota. Em 1769, o país foi colocado sob sequestro imperial e foi enviada uma comissão para tentar consolidar a sua situação financeira.
Após a morte do seu marido em 1780, Ernestina retirou-se completamente da vida pública. Passou a viver na chamada casa Fischbergsche no mercado de Hildburghausen e dedicou-se principalmente à música. Foi o príncipe José de Saxe-Hildburghausen o principal responsável pela educação do seu filho, que era ainda menor de idade quando o pai morreu.

## Descendência
Ernestina Augusta teve três filhosː
1. Sofia de Saxe-Hildburghausen (22 de Fevereiro de 1760 - 28 de Outubro de 1776), casada com Francisco, Duque de Saxe-Coburgo-Saalfeld; sem descendência.
2. Carolina de Saxe-Hildburghausen (3 de Dezembro de 1761 - 10 de Janeiro de 1790), casada com o príncipe Eugénio de Saxe-Hildburghausen; sem descendência.
3. Frederico, Duque de Saxe-Altemburgo (29 de Abril de 1763 - 29 de Setembro de 1834), duque de Saxe-Hildburghausen e, depois, de Saxe-Altemburgo; casado com a princesa Carlota Jorgina de Mecklemburgo-Strelitz; com descendência.

### Morte
A duquesa-viúva de Saxe-Hildburghausen morreu aos quarenta e seis anos de idade, em 10 de junho de 1786, em Hildburghausen.

## Genealogia
| Ernestina Augusta de Saxe-Weimar | Pai: Ernesto Augusto I, Duque de Saxe-Weimar-Eisenach | Avô paterno: João Ernesto III, Duque de Saxe-Weimar                   | Bisavô paterno: João Ernesto II, Duque de Saxe-Weimar                         |
| Ernestina Augusta de Saxe-Weimar | Pai: Ernesto Augusto I, Duque de Saxe-Weimar-Eisenach | Avô paterno: João Ernesto III, Duque de Saxe-Weimar                   | Bisavó paterna: Cristina Isabel de Schleswig-Holstein-Sonderburg              |
| Ernestina Augusta de Saxe-Weimar | Pai: Ernesto Augusto I, Duque de Saxe-Weimar-Eisenach | Avó paterna: Sofia Augusta de Anhalt-Zerbst                           | Bisavô paterno: João IV, Príncipe de Anhalt-Zerbst                            |
| Ernestina Augusta de Saxe-Weimar | Pai: Ernesto Augusto I, Duque de Saxe-Weimar-Eisenach | Avó paterna: Sofia Augusta de Anhalt-Zerbst                           | Bisavó paterna: Sofia Augusta de Holstein-Gottorp                             |
| Ernestina Augusta de Saxe-Weimar | Mãe: Sofia Carlota de Brandemburgo-Bayreuth           | Avô materno: Jorge Frederico Carlos, Marquês de Brandemburgo-Bayreuth | Bisavô materno: Cristiano Henrique, Marquês de Brandemburgo-Bayreuth-Kulmbach |
| Ernestina Augusta de Saxe-Weimar | Mãe: Sofia Carlota de Brandemburgo-Bayreuth           | Avô materno: Jorge Frederico Carlos, Marquês de Brandemburgo-Bayreuth | Bisavó materna: Cristina Isabel de Schleswig-Holstein-Sonderburg              |
| Ernestina Augusta de Saxe-Weimar | Mãe: Sofia Carlota de Brandemburgo-Bayreuth           | Avó materna: Doroteia de Schleswig-Holstein-Sonderburg-Beck           | Bisavô materno: Frederico Luís, Duque de Schleswig-Holstein-Sonderburg-Beck   |
| Ernestina Augusta de Saxe-Weimar | Mãe: Sofia Carlota de Brandemburgo-Bayreuth           | Avó materna: Doroteia de Schleswig-Holstein-Sonderburg-Beck           | Bisavó materna: Luísa Carlota de Schleswig-Holstein-Sonderburg-Augustenburg   |